# Sofer SpA
La société Sofer SpA (Sofer Ferroviarie Officine SpA) est un ancien constructeur de matériel ferroviaire notamment de locomotives, produites sur le site de l'usine de Pouzzoles, près de Naples.
D'abord intégrée dans le groupe Breda costruzioni ferroviarie, elle rejoint en 2001, au sein de ce dernier, le groupe AnsaldoBreda, lui-même division du groupe Finmeccanica.

## Histoire
L'origine de la société remonte à 1885, lorsque le roi d'Italie, Humbert 1er, signe un décret autorisant la société Armstrong à construire une usine mécanique à Pouzzoles, près de Naples, destinée à la production d'artillerie navale. 250 ouvriers y furent employés dès 1886 pour atteindre 5 000 en 1916.
Pendant la période fasciste, la société changera de raison sociale pour devenir "Arsenale Artiglierie". Au lendemain de la Seconde Guerre mondiale, la société sera rachetée par le groupe Ansaldo et deviendra "Stabilimenti Meccanici di Pozzuoli" rattachée à la division Aerfer-Imam. 
En 1967, Aerfer-Imam est scindée et l'établissement de Pouzzoles est vendu à la société Sofer Officine Ferroviarie et sera englobée dans le groupe Breda Ferroviaria en 1968, appartenant alors au groupe public italien EFIM.
Au cours des années 1980, la division « carrosseries d'autobus » de SOFER a été regroupée au sein d'Inbus.
La division ferroviaire de Sofer a participé à la construction des rames à grande vitesse ETR 500 et de plusieurs modèles de locomotives électriques des FS.
En 2003 l'usine Sofer de Pouzzoles ferme définitivement, les salariés de AnsaldoBreda Pozzuoli sont transférés à Naples.

## Production
Les références les plus récentes de la société Sofer Pozzuoli (groupe Breda Railway Construction) sont les motrices pour le train à grande vitesse italien ETR 500 et le train de banlieue à haute fréquentation TAF. La société construit également des métros et disposait d'une division de carrosserie pour autobus.